# Absinto - A Inútil Deambulação da Escrita
Absinto - A Inútil Deambulação da Escrita é o segundo romance do escritor português Rui Herbon, editado em 2005 pela Parceria A. M. Pereira. Venceu o Prémio Literário António Paulouro no ano de 2004.

## Sinopse
O livro descreve "as inúteis deambulações de um escritor" (o próprio autor?) que se vê enredado nos meandros do velho bairro lisboeta onde habita - o Bairro Alto -, os seus encontros e densencontros com o mundo da noite onde surgem mulheres ricas e desamparadas que procuram refúgio no álcool e no sexo, e o aparecimento de uma estranha personagem - Emilio Montálban - entre a eminência literária e o dandy, que o convida a ingressar na associação internacional do absinto. [carece de fontes?]